# Zebina bidentata
Zebina bidentata is een slakkensoort uit de familie van de Rissoidae. De wetenschappelijke naam van de soort is voor het eerst geldig gepubliceerd in 1845 door Philippi.